# Implacable osztály
Az Implacable osztály a Brit Királyi Haditengerészet egyik repülőgép-hordozó osztálya volt a második világháború idején. Az osztály hajóinak felépítése az Illustrious osztály hajóin alapul.

## Felépítése
Az Implacable osztály hajói körülbelül 30 hónappal az Illustrious osztályú repülőgép-hordozók után épültek. Az Implacable osztályú repülőgép-hordozók - hasonlóan a HMS Ark Royalhez - jóval vékonyabb hangárfalakkal rendelkeztek, ami jótékony hatással volt a hajó súlyeloszlására nézve. Ennél az osztálynál jelentek meg először az alacsonyabb hangárok is. Az Implacable osztály hajói négy hajtóművel rendelkeztek, így nagyobb sebességet tudtak elérni, hasonlóan az amerikai Essex osztály repülőgép-hordozóihoz. Mivel ezen hajók fedélzetén állandóan állhattak repülőgépek, a Implacable osztályú repülőgép-hordozók akár 81 repülőgépet is elláthattak, mikor 1944-ben és 1945-ben a Brit Csendes-óceáni Flottánál teljesítettek szolgálatot. Ezeken a hajókon gyújtásidőzítő berendezéssel (Fuze Keeping Clock) felszerelt légvédelmi tűzvezető rendszert is alkalmaztak, amely 4 darab, nagy állásszögben is tüzelni képes ágyútornyot (High Angle Director Tower Mk.IV) vezérelt. A 8 darab ikertorony 114 mm-es ágyúi távvezérlésűek (Remote Power Control) voltak.

## Pályafutása
A hajóosztály mindkét tagját 1939-ben kezdték építeni, és 1942 decemberében bocsátották vízre. A két hajó 1944 májusára, és augusztusára készült el teljesen. A hosszú építési idő a hajógyárak prioritásának megváltoztatása miatt alakult ki. A repülőgép-hordozók elkészültük után, viszonylag rövid pályafutás elé nézhettek.
Az Indefatigable még viszonylag új hajó volt, mikor az első leszállást végrehajtotta rajta egy kétmotoros repülőgép, egy de Havilland Mosquito. Ez volt a történelemben az első olyan eset, hogy duplamotoros gép repülőgép-hordozóra szálljon le. Később a hajó csatlakozott a Honi Flottához és részt vett a német Tirpitz csatahajó elleni támadásban, majd a Brit Csendes-óceáni Flottához került.
A második világháborút követően mindkét hajó kiképzőhajóként szolgált tovább, egészen 1955-ös, illetve 1956-os szétbontásukig. A tíz évnél nem sokkal többet szolgált hajókat azért bontották szét, mert túl nagy összegeket emésztett volna fel, ha a HMS Victorioushoz hasonló felújításon esnek át.

## Alkalmazott repülőalakulatok

### HMS Implacable
- 30. tengerészeti vadászezred (30 Naval Fighter Wing): 800 NAS, 801 NAS (1943–1945); NAS – Naval Air Squadron (tengerészeti légiszázad)
- 8. hordozófedélzeti repülőcsoport (8th Carrier Air Group):  801 NAS, 828 NAS, 880 NAS, 1771 NAS (1945-től)

1945 márciusában 81 darab repülőgépet szállított: 48 Seafire-t, 21 Avenger-t és 12 Firefly-t.

## Az osztály hajói
- HMS Implacable - 1942. december 10-én bocsátották vízre, és 1955-ben adták el szétbontásra.
- HMS Indefatigable - 1942. december 8-án bocsátották vízre, és 1956 novemberében adták el szétbontásra. A hajó részt vett a német Tirpitz csatahajó elleni támadásban is.

## Külső hivatkozások
- Implacable osztály (Angol)